# Rosir Calderón
Rosir Calderón, född 28 december 1984 i Havanna, är en kubansk volleybollspelare.
Calderón blev olympisk bronsmedaljör i volleyboll vid sommarspelen 2004 i Aten med Kuba. Hennes far Luis Calderón var förbundskapten för laget.